# Ballata n. 2 (Liszt)
La Ballata n. 2 in Si minore, S. 171, è una composizione per pianoforte di Franz Liszt, scritta nel 1853.
Liszt ha scelto uno dei suoi generi preferiti: la poesia musicale destinata a fornire sia la varietà che l'unità di una sonata o di una sinfonia. La ballata si basa in gran parte su due temi: un'ampia melodia di apertura sostenuta da rancori minacciosi e da una luminosa meditazione cordiale. Questi temi vengono ripetuti a distanza di un semitono. Allora i tripletti-ritmici di marcia scatenano un diluvio di virtuosità. Alla fine, Liszt trasforma la melodia di apertura in un cantabile e lo ribadisce con sempre più grande esultanza.

## Storia
Liszt, per la composizione di quest'opera, si ispira al tragico mito di Ero e Leandro.
La tragica vicenda è già narrata da Ovidio nelle Eroidi e vi accennano anche altri autori, ma deve la sua fortuna soprattutto a un poemetto in esametri di Museo Grammatico del V o VI secolo. Il giovane Leandro, che viveva ad Abido, amava Ero, sacerdotessa di Afrodite a Sesto, sulla costa opposta, e attraversava lo stretto ellespontino a nuoto ogni sera per incontrare la sua amata. Ero, per aiutarlo ad orientarsi, accendeva una lucerna. Una notte una tempesta spense la lucerna e Leandro, disorientato, morì tra i flutti. All'alba Ero vide il corpo senza vita dell'amato sulla spiaggia e, affranta dal dolore, si suicidò gettandosi da una torre.